# Hugo Roellinger
Pour les articles homonymes, voir Roellinger.
Hugo Roellinger, né en février 1988 à Saint-Malo, est un chef cuisinier français. Il est le fils d'Olivier Roellinger, également chef cuisinier. Il dirige les cuisines  du restaurant le Coquillage, situé à Saint-Méloir-des-Ondes en Ille-et-Vilaine, triplement étoilé au guide Michelin en 2025.

## Carrière
Hugo Roellinger étudie durant quatre ans au Havre avant d'être finalement officier pour la marine marchande. Il exercera ce métier durant deux ans et demi et voyagera dans le monde entier avant de tout arrêter pour suivre les traces de son père. 
Il réalise alors un CAP et effectue trois années d’apprentissage auprès des grands chefs Michel Bras, Michel Troisgros, Pierre Gagnaire, et Michel Guérard.
Il commence sa carrière de cuisinier au restaurant le Coquillage en 2014. Il obtient deux étoiles au guide Michelin en 2019 et une étoile verte en 2020.
Fin 2017, Hugo Roellinger décrit sa cuisine comme « profondément marine, qui a le goût froid des abysses, et qui se réchauffe au contact des épices du bout du monde ».
En 2021, il est désigné meilleur cuisinier de l'année par le Gault & Millau.
En 2025, il obtient une troisième étoile au guide Michelin.